# Oued Keberit
Oued Keberit (em árabe: وادى الكبريت) é uma comuna localizada na província de Souk Ahras, Argélia. De acordo com o censo de 2008, a população total da cidade era de 4 992 habitantes.